# Hethe
Hethe is een civil parish in het bestuurlijke gebied Cherwell, in het Engelse graafschap Oxfordshire met 275 inwoners.